# Risoluzioni di Fincastle
Le Risoluzioni di Fincastle furono delle risoluzioni adottate, secondo quanto riferito, il 20 gennaio 1775, da quindici rappresentanti eletti della Contea di Fincastle, Virginia. Parte del movimento politico che divenne la Rivoluzione Americana, le risoluzioni furono indirizzate alla delegazione della Virginia al Primo congresso continentale ed espressero sostegno alla resistenza del Congresso alle Leggi intollerabili, emanate nel 1774 dal Parlamento britannico.

## Antefatti
Anche altre contee della Virginia avevano approvato risoluzioni simili alle Risoluzioni di Fincastle nel 1774, come le risoluzioni di Fairfax, ma le Risoluzioni di Fincastle furono la prima dichiarazione adottata dai coloni che prometteva resistenza fino alla morte alla corona britannica al fine di preservare le libertà politiche nelle colonie. Per tutto il 1774, i firmatari di Fincastle avevano combattuto nella Guerra di Lord Dunmore contro gli Shawnee a ovest, e non furono in grado di esprimere formalmente i loro sentimenti sulla disputa costituzionale fino al gennaio 1775. I rappresentanti di Fincastle adottarono le risoluzioni, secondo quanto riferito, a Lead Mines (l'attuale Austinville, Virginia), il capoluogo di contea, situato nell'attuale Contea di Wythe, Virginia.

## Contenuto
Il testo pubblicato delle risoluzioni iniziava proclamando amore e fedeltà a re Giorgio III, affermando che
Tuttavia, le risoluzioni proseguono esprimendo sgomento per il fatto che l'approvazione degli Atti intollerabili abbia minacciato i felici rapporti tra "la madre patria e le colonie", e che queste violazioni dei diritti costituzionali non siano accettabili.

## Analisi
Lo storico Jim Glanville scrive: